# لوبومير مورافتشيك
لوبومير مورافتشيك (مواليد 22 يونيو 1965) هو لاعب كرة قدم. يلعب مع منتخب سلوفاكيا لكرة القدم منذ عام 1987.

## وصلات خارجية
- لوبومير مورافتشيك على موقع الاتحاد الدولي (مؤرشف)  (الإنجليزية)
- لوبومير مورافتشيك على موقع الاتحاد الأوربي (الإنجليزية)
- لوبومير مورافتشيك على موقع الاتحاد التشيكي (الإنجليزية)
- لوبومير مورافتشيك على موقع رابطة كرة القدم اليابانية للمحترفين (اليابانية)
- لوبومير مورافتشيك على موقع قاعدة بيانات كرة القدم.إي يو (الإنجليزية)
- لوبومير مورافتشيك على موقع بيانات كرة القدم. دي إي (الألمانية)
- لوبومير مورافتشيك على موقع ناشيونال فوتبول تيمز (الإنجليزية)
- لوبومير مورافتشيك على موقع Soccerway.com (الإنجليزية)
- لوبومير مورافتشيك على موقع عالم كرة القدم.نت (الإنجليزية)
- National Football Teams
- RSSSF